# Armorial des familles basques (Lib - Luz)
Cet article décrit l'armorial des familles basques par ordre alphabétique et concerne les familles dont les noms commencent par les lettres « Lib » successivement jusqu’à « Luz ».

## Lib
Famille Liberri (Navarre) :
| Blason | Blasonnement : D'or à trois fusées ondées d'azur. Note : Les blasonnements de cette page sont tous issus de cet ouvrage qui cite également d'autres sources Commentaires : Maison noble à Liberri, vallée de Longuida. |

Famille Libietabehere (Basse-Navarre) :
| Blason | Blasonnement : De gueules, parti d'argent à trois fasces de sinople. Note : Les blasonnements de cette page sont tous issus de cet ouvrage qui cite également d'autres sources |

## Lig
Famille Ligier (Bayonne) :
| Blason | Blasonnement : Coticé d'or et d'azur de six pièces. Note : Les blasonnements de cette page sont tous issus de cet ouvrage qui cite également d'autres sources. NOTE : Ce blasonnement est incohérent. Un coticé comporte au minimum 10 pièces sinon il s'agit obligatoirement d'un bandé avec un maximum de 8 pièces. Commentaires : N. Ligier était trésorier à Bayonne et reçut d'office ces armes. |

## Lin
Famille Linieta (Basse-Navarre) :
| Blason | Blasonnement : D'argent au chêne de sinople, au loup de sable brochant sur le fût. Note : Les blasonnements de cette page sont tous issus de cet ouvrage qui cite également d'autres sources Commentaires : Maison de Cize. |

## Lis
Famille Lisarre (Vallée du Baztan) :
| Blason | Blasonnement : Échiqueté d'argent et de sable, qui est de la vallée du Baztan. Note : Les blasonnements de cette page sont tous issus de cet ouvrage qui cite également d'autres sources |

Famille Lissalde (Bayonne) :
| Blason | Blasonnement : D'azur au lion d'or, armé et lampassé de gueules. Note : Les blasonnements de cette page sont tous issus de cet ouvrage qui cite également d'autres sources. |

Famille Lissalde (Navarre) :
| Blason | Blasonnement : Parti : au 1 d'argent à la salamandre d'azur, couronnée d'or et posée sur des flammes de gueules ; au 2 d'or à trois merles de sable, becqués et membrés de gueules. Note : Les blasonnements de cette page sont tous issus de cet ouvrage qui cite également d'autres sources ; |

## Liz
Famille Lizardi (Guipuscoa) :
| Blason | Blasonnement : De gueules au lion rampant d'or tenant entre ses pattes une lance d'argent ; à la bordure d'or chargée de six arbres de sinople. Alias : d'argent au frêne de sinople accompagné de deux chèvres au naturel, et en chef d'une tête de mort. Note : Les blasonnements de cette page sont tous issus de cet ouvrage qui cite également d'autres sources Commentaires : Maison noble à Cizurquil et à Asteasu, en Guipuzcoa, et une autre maison à Bera (Vera de Bidasoa). |

Famille Lizardo (Irun) :
| Blason | Blasonnement : D'or à l'aigle de sable ; à la bordure de gueules chargée, de huit étoiles d'or. Note : Les blasonnements de cette page sont tous issus de cet ouvrage qui cite également d'autres sources |

Famille Lizarraga (Guipuscoa) :
| Blason | Blasonnement : D'or au chevron de gueules, accompagné de trois loups passants de sable. Note : Les blasonnements de cette page sont tous issus de cet ouvrage qui cite également d'autres sources Commentaires : Armes de la branche du Guipuscoa. |

Famille Lizarraga (Navarre) :
| Blason | Blasonnement : D'or à l'arbre de sinople et deux loups passants de sable au pied de l'arbre, l'un par devant et brochant, l'autre par derrière ; à la bordure de gueules chargée de huit flanchis d'or. Note : Les blasonnements de cette page sont tous issus de cet ouvrage qui cite également d'autres sources Commentaires : Maison noble à Lizarraga, en Navarre qui essaima en Guipuzcoa, à Zaldivia, Asteasu, Berastegui, Zubieta et Hernani. |

Famille Lizarralde (Guipuscoa) :
| Blason | Blasonnement : D'argent au frêne de sinople accompagné de deux loups passants au pied de l'arbre, un devant et brochant, l'autre derrière ; à la bordure de gueules chargée de huit flanchis d'or. Note : Les blasonnements de cette page sont tous issus de cet ouvrage qui cite également d'autres sources. Commentaires : Ancien lignage dont la maison souche se trouve à Bergara et dont sont issues les maisons de Oñate et de Bilbao. Des membres de ce lignage passèrent à Séville, au Pérou et au Guatemala. |

Famille Lizarralde (Oñate) :
| Blason | Blasonnement : D'argent à la fasce échiquetée d'or et de gueules, accompagnée de deux loups de sable, un en chef, l'autre en pointe ; à la bordure d'azur chargée de huit rameaux de cinq feuilles, d'or. Note : Les blasonnements de cette page sont tous issus de cet ouvrage qui cite également d'autres sources |

Famille Lizartza (Guipuscoa) :
| Blason | Blasonnement : De gueules à la cotice en bande d'argent chargée d'une autre d'azur, accostée de deux tours d'or ouvertes d'azur, (armes reprises dans celles de la cité). Note : Les blasonnements de cette page sont tous issus de cet ouvrage qui cite également d'autres sources Commentaires : Une maison noble existait dans ce village, dont elle prit le nom. |

Famille Lizaso (Navarre) :
| Blason | Blasonnement : De gueules à la fasce vivrée d'or. Note : Les blasonnements de cette page sont tous issus de cet ouvrage qui cite également d'autres sources Commentaires : Palacio dénommé Casaurnatena, à Lizaso, dont il prit le nom, dans la vallée d'Ulzama (à l'ouest du col de Belate). |

Famille Lizasoain (Navarre) :
| Blason | Blasonnement : D'or au lion de gueules soutenant une palme de sable. Note : Les blasonnements de cette page sont tous issus de cet ouvrage qui cite également d'autres sources Commentaires : Maison noble à Lizasoain, dont elle prit le nom. |

Famille Lizasoain (Donostia) :
| Blason | Blasonnement : D'or à deux loups passants de sable, l'un sur l'autre, accompagnés de trois chaudrons aussi de sable, posés en orle. Note : Les blasonnements de cette page sont tous issus de cet ouvrage qui cite également d'autres sources |

Famille Lizaur (Guipuscoa) :
| Blason | Blasonnement : D'azur à deux râteaux d'or posés en abîme, accompagnés à dextre d'un château d'argent, en pointe d'un sanglier poursuivi par un lévrier et un homme tenant une lance et blessant l'animal, le tout au naturel ; aux cantons du chef et à celui senestre de la pointe, une épée et la légende "Jo eta Irago". Alias : d'or à l'arbre de sinople, un sanglier de sable passant au pied de l'arbre, et un homme armé tenant un râteau, et un listel avec ces mots "Jota erugotei " qui signifie "égrener". Note : Les blasonnements de cette page sont tous issus de cet ouvrage qui cite également d'autres sources, Commentaires : Ancien lignage avec maison noble à Lizaur, dont elle prit le nom, près d'Andoain, qui appartenait au parti d'Oñate qui s'opposait à celui de Gamboa. |

Famille Lizoain (Val d'Erro) :
| Blason | Blasonnement : De sinople à l'aigle éployée d'or. Note : Les blasonnements de cette page sont tous issus de cet ouvrage qui cite également d'autres sources Commentaires : Une maison noble du nom de Lizoain existait dans la vallée. |

## Lo
Famille Loci (Val d'Arce) :
| Blason | Blasonnement : Parti, au 1 d'argent au pin de sinople accompagné d'un sanglier de sable au pied de l'arbre ; au 2 d'azur au château d'argent. Note : Les blasonnements de cette page sont tous issus de cet ouvrage qui cite également d'autres sources Commentaires : Maison noble, dénommée également Locy portait ces armes. |

Famille Logras (Saint-Jean-Pied-de-Port) :
| Blason | Blasonnement : De gueules au chêne d'or accosté de deux oiseaux d'argent tournés vers le chêne et becquetant un fruit, accompagné de quatre étoiles d'or, une à chaque canton. Note : Les blasonnements de cette page sont tous issus de cet ouvrage qui cite également d'autres sources,. |

Famille Lohiteguy (Basse-Navarre) :
| Blason | Blasonnement : Parti, au 1 d'azur à l'épée d'argent posée en barre ; au 2 d'argent à trois fasces de gueules, au chef d'azur chargé d'un croissant d'argent. (Armes modernes). Note : Les blasonnements de cette page sont tous issus de cet ouvrage qui cite également d'autres sources, Commentaires : Maison noble à Çaro, en Cize. La charge de greffier de la cour des jurats de Saint-Jean-Pied-de-Port se transmettait héréditairement en cette famille. |

Famille Loigorri (Burguete) :
| Blason | Blasonnement : D'argent à trois bandes d'azur ; à la bordure cousue d'argent plain. Note : Les blasonnements de cette page sont tous issus de cet ouvrage qui cite également d'autres sources Commentaires : Manuel Felipe de Loigorri y Frias, et son frère, Prudencio, furent reçus dans l'Ordre d'Alcantara en 1786. |

Famille Lombart (La Bastide-Clairence) :
| Blason | Blasonnement : D'azur au chevron d'argent accompagné en chef de deux croisettes pattées, et en pointe d'une rose, le tout du même. Note : Les blasonnements de cette page sont tous issus de cet ouvrage qui cite également d'autres sources. |

Famille Londaïtz (Hernani) :
| Blason | Blasonnement : D'or à l'arbre de sinople fruité d'or ; à la bordure de gueules chargée de cinq feuilles de peuplier d'or. Note : Les blasonnements de cette page sont tous issus de cet ouvrage qui cite également d'autres sources, Commentaires : Une maison noble de ce nom existait à Hernani, près de Saint-Sébastien. |

Famille Lope (Labourd) :
| Blason | Blasonnement : D'argent à l'arbre arraché de sinople au loup passant de (sable) mangeant au pied de l'arbre. Note : Les blasonnements de cette page sont tous issus de cet ouvrage qui cite également d'autres sources Commentaires : Famille citée à Sare au début du XVIIe siècle. |

Famille Lopès-Gomès-Brito (Bayonne) :
| Blason | Blasonnement : D'or à trois fasces de sinople. Note : Les blasonnements de cette page sont tous issus de cet ouvrage qui cite également d'autres sources. Commentaires : Famille portugaise établie à Bayonne à la suite de l'expulsion des familles israélites du Portugal à la fin du XVe siècle, qui reçut d'office ces armes, en 1701. |

Famille Lopès-Silva (Bayonne) :
| Blason | Blasonnement : D'argent à deux léopards de gueules. Note : Les blasonnements de cette page sont tous issus de cet ouvrage qui cite également d'autres sources. Commentaires : Jacob Lopès-Silva, marchand portugais, reçut d'office ces armes, en 1701. |

Famille Lopetegui (Ciboure) :
| Blason | Blasonnement : D'or à trois fasces d'azur chargées chacune d'une étoile du champ. Note : Les blasonnements de cette page sont tous issus de cet ouvrage qui cite également d'autres sources |

Famille Lopez-Chavarri (Vallée du Baztan) :
| Blason | Blasonnement : Échiqueté d'argent et de sable (armes de la vallée). Note : Les blasonnements de cette page sont tous issus de cet ouvrage qui cite également d'autres sources |

Famille Lostal (Saint-Palais) :
| Blason | Blasonnement : D'argent à trois lions de sinople, 2 et 1. Note : Les blasonnements de cette page sont tous issus de cet ouvrage qui cite également d'autres sources ; Commentaires : Famille originaire d'Oloron-Sainte-Marie, établie à Saint-Palais à la fin du XVIe siècle. |

Famille Louis Manuel (Bayonne) :
| Blason | Blasonnement : D'azur à deux lions affrontés d'or. Note : Les blasonnements de cette page sont tous issus de cet ouvrage qui cite également d'autres sources. Commentaires : Famille portugaise établie à Bayonne après l'expulsion des Israélites du Portugal à la fin du XVe siècle. Il reçut d'office ces armes en 1701. |

Famille Louis Samuel (Bayonne) :
| Blason | Blasonnement : D'or au lion rampant de gueules. Note : Les blasonnements de cette page sont tous issus de cet ouvrage qui cite également d'autres sources. Commentaires : Famille portugaise établie à Bayonne après l'expulsion des Israélites du Portugal à la fin du XVe siècle. Samuel Louis Nunès reçut ces armes la même année. |

Famille Loustau (Basse-Navarre) :
| Blason | Blasonnement : D'azur au chevron ployé d'argent, accompagné de trois coquilles d'or. Note : Les blasonnements de cette page sont tous issus de cet ouvrage qui cite également d'autres sources Commentaires : Famille d'ispoure, en Cize, au nord de Saint-Jean-Pied-de-Port. |

Famille Loya (Navarre) :
| Blason | Blasonnement : De gueules à une tour au naturel, un lévrier attaché à la porte de la tour ; à la bordure d'argent chargée de huit mouchetures d'hermines de sable. Note : Les blasonnements de cette page sont tous issus de cet ouvrage qui cite également d'autres sources NOTE : Ce blasonnement est incomplet et/ou incohérent. Il manque de précision (les émaux du lévrier et son lien). Commentaires : Maison noble à Loya, dont elle prit le nom, région d'Aoiz, qui essaima à Pampelune, Sangüesa et en Labourd. |

Famille Loyola (Guipuscoa) :
| Blason | Blasonnement : D'argent à deux loups de sable appuyés contre un chaudron du même suspendu à une chaîne aussi de sable issante du chef. Note : Les blasonnements de cette page sont tous issus de cet ouvrage qui cite également d'autres sources, NOTE : Ce blasonnement est incomplet et/ou incohérent. Le terme Issante est impropre dans ce cas, on utilisera plutôt le terme Mouvante. Commentaires : Le palacio de Loyola, du XIVe siècle, à Azpéitia, toujours visible, est la maison souche de la famille de saint Ignace de Loyola (1491-1556), le fondateur de lu Compagnie de Jésus. Symbolique : ces Chaudières se rencontrent plus particulièrement dans les écus d'armoiries d'Espagne et de Portugal. C'était une marque de grandeur et de puissance, parce qu'anciennement les seigneurs espagnols et portugais, nommés ricos hombres, hommes puissants, en allant à la guerre, faisaient porter de ces Chaudières pour nourrir leurs soldats. |

## Lu
Famille Lubian (Navarre) :
| Blason | Blasonnement : De... au château de... ; écartelé de... à une onde d'azur et d'argent. Note : Les blasonnements de cette page sont tous issus de cet ouvrage qui cite également d'autres sources Commentaires : Maison noble à Caseda, sur le fleuve Aragon, au sud de Sangüesa. |

Famille Luc (Bayonne) :
| Blason | Blasonnement : De sinople à une bande d'or. Note : Les blasonnements de cette page sont tous issus de cet ouvrage qui cite également d'autres sources ; Commentaires : Famille citée à Bayonne dès 1511, qui prit le nom de Lalande de Luc après une alliance avec la famille de Lalande. |

Famille Lugariz (Donostia) :
| Blason | Blasonnement : D'or à trois chênes de sinople posés en fasce, celui du milieu plus élevé, les trois chargés sur le tronc d'une coquille d'argent, les arbres de senestre et dextre sommés d'une croisette fleurdelisée de gueules. Note : Les blasonnements de cette page sont tous issus de cet ouvrage qui cite également d'autres sources Symbolique : Le Chêne est le symbole de la force, de la puissance et de la prospérité. Les anciens honoraient cet arbre, et surtout les Gaulois chez qui il était en grande vénération. Les Romains faisaient des couronnes de ses branches, et les donnaient à ceux qui avaient sauvé la vie à des citoyens. Commentaires : Ancienne famille de la ville de Saint-Sébastien, avec maison souche paroisse de Saint-Sébastien el Antiguo. |

Famille Lumbier (Navarre) :
| Blason | Blasonnement : D'azur parti de gueules, une croix d'argent brochant sur la partition. Note : Les blasonnements de cette page sont tous issus de cet ouvrage qui cite également d'autres sources Commentaires : Maison noble de Lumbier, qui prit le nom de la ville. |

Famille Lupiola (Biscaye) :
| Blason | Blasonnement : Écartelé, aux 1 et 4 d'or au loup passant au naturel, lampassé de gueules : aux 2 et 3 losangé d'or et d'azur. Note : Les blasonnements de cette page sont tous issus de cet ouvrage qui cite également d'autres sources Commentaires : Maison noble à Bérriz. |

Famille Luquin (Navarre) :
| Blason | Blasonnement : De gueules à la bande échiquetée de deux tires d'argent et de sable. Note : Les blasonnements de cette page sont tous issus de cet ouvrage qui cite également d'autres sources Commentaires : La maison noble de ce nom, appartenait en 1507 à Martin Ferrandiz. |

Famille Luro (Labourd) :
| Blason | Blasonnement : De gueules au lion d'or accompagné de treize besants d'or en orle. Alias : de gueules au lion léopardé d'argent, à la bordure componée d'or et de gueules. Note : Les blasonnements de cette page sont tous issus de cet ouvrage qui cite également d'autres sources. Commentaires : Maison noble de Cambo. |

Famille Lustiz (Fontarrabie) :
| Blason | Blasonnement : Parti, au 1 d'azur au château d'or et deux lions du même appuyés contre la tour ; à la bordure d'azur chargée de huit étoiles d'or ; au 2 d'azur à la bande de gueules perfilée d'or, engoulée de deux têtes de dragons du même. Note : Les blasonnements de cette page sont tous issus de cet ouvrage qui cite également d'autres sources NOTE : Ce blasonnement est erroné (s'agit-il d'un chateau ou d'une tour ?). |

Famille Luzuriaga (Alava) :
| Blason | Blasonnement : De gueules à quatre châteaux d'or posés en deux pals. Alias : de gueules à quatre châteaux d'or posés en deux pals, les deux châteaux du chef surmontés d'une fleur de lys d'or, et entre les quatre châteaux, un bras armé d'argent une épée à la main. Note : Les blasonnements de cette page sont tous issus de cet ouvrage qui cite également d'autres sources Commentaires : Maison noble du lieu de Luzuriaga, près de Vitoria, dont elle prit le nom. Cette famille s'établit ensuite à Salvatierra. |